# Guomindang
El Guomindang (xinès tradicional: 中國國民黨, xinès simplificat: 中国国民党, pinyin: Zhōngguó Guómíndǎng, Wade-Giles: Chungkuo Kuomintang; literalment "Partit Nacionalista de la Xina"), també conegut com a Kuomintang i per les sigles respectives GMD o KMT, és un partit polític nacionalista xinès de Taiwan, fundat després de la Revolució de Xinhai de 1911 que enderrocà la dinastia Qing, d'origen manxú, i establí una república a la Xina. Actualment, és considerat com un partit conservador, membre de la Unió Internacional Demòcrata (a la qual pertanyen partits com el Partit Republicà dels Estats Units o el Partit Popular espanyol).

## Inicis (1912-1926)
El KMT fou fundat a la província de Guangdong l'agost de 1912, per la unió de diferents grups revolucionaris, com el moderat Tongmenghui. Els seus fundadors foren Sun Yat-sen (el seu primer líder) i Song Jiaoren. Inicialment, era un partit democràtic nacionalista socialista moderat, que guanyà per majoria les eleccions parlamentàries aquell mes.
El 1913, el president xinès Yuan Shikai, que havia arribat a president a conseqüència del pacte perquè l'emperador abdiqués, i el govern del qual era cada vegada més autocràtic, va il·legalitzar el partit, expulsant-lo del govern i del parlament, i va fer assassinar Song. El GMD va establir el 1918, després de la Primera Guerra Mundial, un govern revolucionari opositor a Guangzhou, al sud de la Xina. En la seva recerca de reconeixement internacional, va arribar a enviar una delegació a la conferència que va donar lloc al Tractat de Versalles, però només va obtenir el suport de l'URSS. En el seu primer congrés nacional (1924) es van admetre delegats de molts grups aliens a Guomindang, inclosos representants del Partit Comunista Xinès. En ell es van assumir les idees de Sun que la reconstrucció nacional de la Xina havia de començar amb un govern militar, seguida del govern del GMD, per a arribar finalment a la sobirania popular. A més, es van adoptar com ideologia bàsica els anomenats "tres principis del poble" (xinès: 三民主義, pinyin: Sān Mín Zhǔì): nacionalisme, democràcia i benestar del poble. El poder dels comunistes en el GMD es va incrementar enormement. Agents de la Komintern com Mikhail Borodin i V. K. Blücher van ajudar a reorganitzar i consolidar el partit, segons l'ideari del Partit Comunista de la Unió Soviètica. Així, el KMT va adoptar una estructura leninista que continuaria fins als anys noranta.
El 1916 Yuan Shikai es converteix en president amb suport de l'exèrcit, però la seva legitimitat com el govern legítim de la Xina fou seriosament desafiada a Guangzhou pel Guomindang de Sun Yat-sen. La mort de Yuan va crear un buit de poder que es va estendre per les províncies de Sichuan, Shanxi, Qinghai, Ningxia, Guangdong, Guangxi, Gansu, Yunnan i Xinjiang. L'era dels senyors de la guerra es va caracteritzar per una guerra civil constant entre diferents faccions, la més gran de les quals va ser la guerra de les planes centrals, que va implicar més d'un milió de soldats.
El Guomindang estava dividit en faccions de dreta i d'esquerra, i el Partit Comunista Xinès també creixia, i es va considerar imprescindible una aliança per deslliurar la Xina del feudalisme que afeblia el país enfront de l'expansionisme nipó. El Komintern va ordenar al Partit Comunista Xinès donar suport al Guomindang, animant els seus membres a pertànyer a ambdós partits, amb la finalitat de formar un front unit. Els consellers soviètics van ajudar també a formar un institut polític per a formar experts en propaganda i mobilització de masses. Aliats amb el Partit Comunista Xinès, els nacionalistes van començar al juliol de 1926 l'Expedició del Nord, dirigida per Chiang Kai-shek amb més de 250.000 soldats nacionalistes que va avançar des de Guangzhou cap al nord fins al riu Yangzi, per acabar amb els poderosos cacics militars i senyors feudals de nord de la Xina, que va conduir a la desaparició del govern de Beiyang i la reunificació xinesa de 1928.

## Durant la guerra civil (1926-1949)
Després de la mort de Sun Yat-sen en 1926, el seu successor, el general Chiang Kai-shek va llançar l'Expedició del Nord contra el govern de senyors de la guerra de Pequín, partint des de Guangzhou, amb la finalitat d'unificar tota Xina sota el KMT. Després d'una pausa momentània a Xangai en 1927 per a purgar als comunistes del partit, va començar la Guerra Civil Xinesa. Les forces del Guomindang van conquistar Pequín el 1928, fet que els va guanyar el reconeixement diplomàtic internacional. Així va començar el període de "tutela política" preconitzat per Sun, durant el qual el partit havia d'educar al poble sobre el funcionament de la democràcia i els seus drets polítics. Finalment, els comunistes van ser obligats (entre 1934 i 1935) a abandonar les seves bases en el sud i centre del país, i establir-ne altres de noves al nord-oest. El Guomindang va continuar la guerra, ignorant la creixent amenaça japonesa fins que el nord de la Xina va ser envaït per ells el 1937. Així, el període de tutela, que es va caracteritzar per la corrupció i la burocràcia, no va finalitzar el 1935, com estava previst. Ho faria el 1947, amb la promulgació d'una nova constitució que permetia la participació de certs partits menors. En qualsevol cas, el control del KMT a nivell local i provincial mai no va ser complet.
Després de la derrota japonesa a la Segona Guerra Mundial, la guerra amb els comunistes, que operaven des de les seves bases a Manxúria i el nord de la Xina es va intensificar mentre la inflació es disparava. Els intents de mediació dels Estats Units van ser un fracàs. Chiang va decidir defensar els centres industrials i financers, deixant el camp en mans dels comunistes, i finançant-se amb les reserves taiwaneses de sucre i arròs. En els sagnants enfrontaments, l'exèrcit nacionalista va patir una sèrie de derrotes que van fer que els comunistes controlessin el 1949 la major part de la Xina continental. El Guomindang i les restes del seu exèrcit es van retirar l'estiu de 1949 a l'illa de Taiwan.

## Governant Taiwan (1949-2000)
El Guomindang va restablir el 1950, amb el suport econòmic nord-americà, el seu govern a Taipei, amb totes les seves atribucions, reclamant la sobirania sobre tota la Xina, i sota lleis d'emergència que detenien els processos democràtics fins que es recuperés el continent. L'illa va sofrir llavors l'anomenat "Terror Blanc" o repressió política a càrrec del GMD. La República de la Xina, nom de l'estat taiwanés (a l'estat continental comunista se l'anomena República Popular de la Xina) va conservar el seu lloc en les Nacions Unides fins a 1971. Després de la mort de Chiang el 1975, el seu fill Chiang Ching-kuo va prendre les regnes del partit, fins que va morir el 1988. El seu successor, Lee Teng-hui, fou el primer taiwanès que va liderar el partit.
En els anys setanta, el Guomindang va començar a permetre eleccions parcials, amb la finalitat de reemplaçar als seus envellits representants. Així, encara que seguien sense permetre's partits opositors, es van tolerar candidats no pertanyents al GMD, anomenats dǎngwài (xinès: 黨外).
En els vuitanta, el partit se centraria a deixar de ser un partit en un sistema de partit únic per a convertir-se en un de molts en una democràcia amb molts partits, i en "taiwanitzar-se".
Finalment, Lee declarà la fi de la llei marcial el 1991, moment que van haver d'enfrontar-se amb el Partit Demòcrata Progressista (PDP). Lee provocà les ires de la República Popular de la Xina i gran part de l'electorat en defensar les relacions d'"Estat a Estat" amb el govern continental, la qual cosa va ser associat amb la independència de Taiwan. El 1994 el KMT va sofrir una escissió menor, que va donar lloc al Partit Nou, que en la pràctica desapareixeria en les eleccions legislatives de 2001. El Guomindang havia creat un vast imperi empresarial compost per bancs, empreses d'inversions, petroquímiques, i emissores de ràdio i televisió. Cap a l'any 2000 era el partit polític més ric del món, amb una fortuna estimada de més de sis mil milions de dòlars nord-americans. Així, quan Lee va arrasar a les primeres eleccions presidencials taiwaneses de 1996, el GMT fou acusat de comprar vots i estar implicat en l'"or negre" (terme taiwanès per a la corrupció).
El 1999 el partit va sofrir una altra escissió quan James Soong antic secretari general, molest amb la nominació com candidat per a les eleccions de 2000 de Lien Chan, ho va desafiar, i va ser expulsat del partit juntament amb els seus seguidors, donant lloc al Partit Poble Primer (PPP). Finalment, el capdavanter opositor Chen Shui-bian, del Partit Demòcrata Progressista (PDP) va guanyar les eleccions, i Lien va resultar tercer després de Soong.

## Actualitat
Lien es va allunyar de les polítiques separatistes de Lee per a adoptar una política més favorable a una reunificació, amb la finalitat d'evitar desercions cap al partit de Soong. Això va fer que Lee dimitís de la direcció del GMD, i fos expulsat a l'any següent, en acusar els seus líders d'intentar vendre Taiwan a Pequín. Això va donar lloc a la formació de la Unió Solidària de Taiwan. Tot això va afeblir enormement al partit, que perdia molts votants a favor dels partits de Soong i Lee. Aviat, la riquesa del GMD va començar a ser vista com un problema més que un avantatge, cosa que va fer que el partit renunciés a gran part de les seves possessions, encara que això no va impedir les acusacions a les presidencials de 2004 que havien retingut possessions adquirides il·legalment.
El moment electoral més baix del Guomindang va ser quan va perdre la majoria en el parlament a les legislatives de desembre de 2001. Posteriorment, obtindrien bons resultats a les eleccions municipals de 2002, moment des del qual s'aliarien amb el Partit Poble Primer (PPP), per a formar l'Aliança Pan-blava. Recentment, les relacions entre la Coalició i el Partit Comunista Xinès han millorat i hi ha molts contactes entre ambdós. Actualment, el Guomindang afirma que s'oposa a qualsevol decisió immediata sobre la unificació o la independència i prefereix veure resolt el tema per les futures generacions. L'Aliança Pan-Blava es va presentar a les presidencials del 20 de març de 2004 amb Lien com a candidat a la presidència i Soong a la vicepresidència. La vespra de les eleccions, Chen Shui-bian, independentista del PDP, va ser ferit lleu en un atemptat. L'endemà, l'Aliança Pan-Blava va ser derrotada pel PDP per menys de 30.000 vots (0,2% dels vots), fet que va fer que demanessin un recompte dels vots i acusessin Chen de simular el seu atemptat. El recompte de vots va revelar l'existència de 40.000 vots dubtosos, dels quals la majoria eren per al PDP, malgrat això no s'han anunciat noves eleccions.
Recentment, s'ha anunciat la fusió del GMD i el PPP.